# ماريو ستوييتش
ماريو ستوييتش (بالكرواتية: Mario Stojić) مواليد 6 مايو 1980 في مانهايم، ألمانيا الغربية، هو لاعب كرة سلة كرواتي سابق. بدأ مسيرته الاحترافية في سنة 1996. يبلغ طوله 6 قدم 6 بوصة (2.0 م). اعتزل اللعب في 2014.

## المسيرة الاحترافية
لعب مع تريفيزو لكرة السلة في الدوري الإيطالي في موسم 2001–2002، ثم لعب مع أليكانتي في موسم 2002–2003، ثم لعب مع ريال مدريد لكرة السلة في الدوري الإسباني من سنة 2003 إلى 2005، ثم لعب مع منورقة لكرة السلة من سنة 2006 إلى 2009، ثم لعب مع أليكانتي من سنة 2009 إلى 2012، ثم لعب مع أوستند في موسم 2012–2013، ثم لعب مع نيكار ريزن لودفيغسبورغ في الدوري الألماني في موسم 2013–2014.

## روابط خارجية
- ماريو ستوييتش على موقع الاتحاد الدولي لكرة السلة (الإنجليزية)
- ماريو ستوييتش على موقع الدوري الإسباني لكرة السلة (الإسبانية)
- ماريو ستوييتش على موقع كرة السلة الأوروبية.كوم (الإنجليزية)
- ماريو ستوييتش على موقع ريلجم (الإنجليزية)
- ماريو ستوييتش على موقع بروبوليرز (الإنجليزية)
- ماريو ستوييتش على موقع سبورتس رفرنس (الإنجليزية)